# Best Western

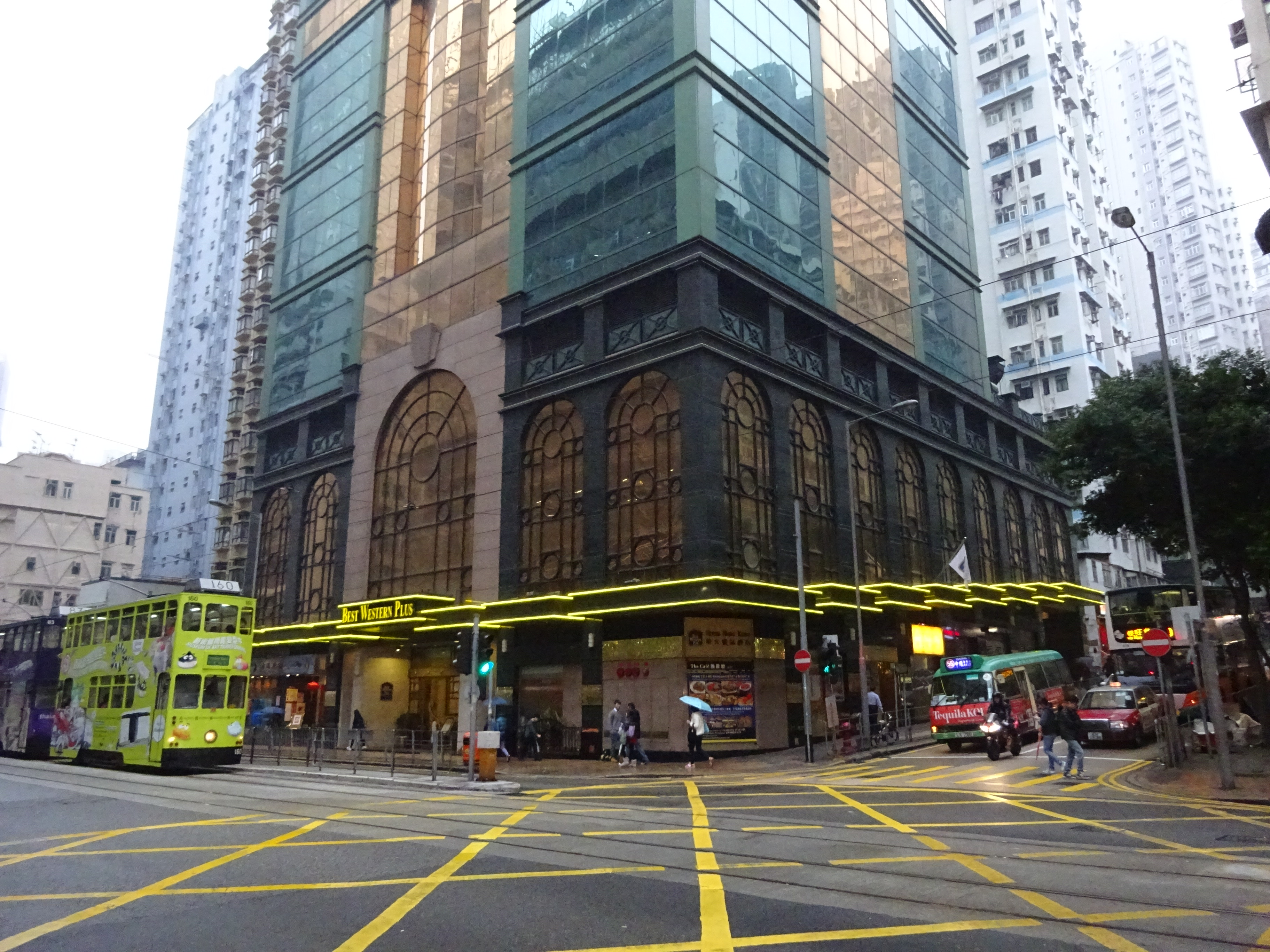
Best Western Hotel (Hong Kong)

Best Western es el formato de hotel más popular de la cadena Best Western International.
Los hoteles Best Western se asocian en Estados Unidos a un segmento de precio intermedio, y la mayoría son de Servicio Completo sin embargo es posible encontrar algunos "Express".
Los principales competidores son Four Points y Holiday Inn, siendo este segmento liderado el año 2005 por Hilton Garden Inn según la consultora J.D. Power.
En otros mercados los hoteles Best Western se asocian a un segmento entre tres y cuatro estrellas.
Best Western entrega 17 servicios y comodidades tales como desayuno, secadores de pelo o acceso a Internet desde las habitaciones. Así mismo ofrece un programa de cliente frecuente llamado "Gold Crown Club International".

## Best Western Premier
Best Western Premier es una marca de hotel creada el año 2002 por la cadena Best Western International.
Los hoteles Best Western Premier se asocian a un segmento alto (cuatro estrellas), pero orientados a huéspedes que buscan obtener una experiencia en hoteles únicos con un nivel de comodidad importante, comprendiendo desde pequeños castillos medievales a modernos hoteles urbanos.
La mayoría de los hoteles se ubican en Europa, sin embargo ya es posible encontrarlos en varias de las ciudades más importantes de Asia; el primer hotel en América se abrió en el año 2009, en Santiago de Chile. De momento no hay planes de instalar la marca en Norteamérica. En el 2011, inauguró su primer hotel en Bogotá.